# Суарес Мата, Марио
Ма́рио Суа́рес Ма́та (исп. Mario Suárez Mata; 24 февраля 1987, Алькобендас, Испания) — испанский футболист, защитник. Выступал за сборную Испании.

## Клубная карьера

### «Атлетико Мадрид» (2005—2008)
Марио Суарес — воспитанник мадридского «Атлетико». Он прошёл через молодёжную систему клуба, в 2004—2006 годах выступал за «Атлетико Мадрид Б», представлявший дивизион Сегунда B. 6 ноября 2005 года Суарес дебютировал за «Атлетико» в матче чемпионата Испании против «Севильи» (0:0). Марио сыграл 6 матчей за «матрасников» в сезоне 2005/06. Летом 2006 года он был отдан в аренду «Вальядолиду», а перед началом следующего сезона на год отправился в «Сельту», также на правах аренды.

### «Мальорка»
3 июля 2008 года Суарес перешёл в «Мальорку» за 800 000 евро, подписав с клубом четырёхлетний контракт. Марио забил первый гол в Примере 19 сентября 2009 года, когда его команда разгромила «Тенерифе» со счётом 4:0. В сезоне 2009/10 он сыграл за «Мальорку» 34 матча в чемпионате Испании и помог балеарцам квалифицироваться в Лигу Европы УЕФА.

### «Атлетико Мадрид» (2010—2015)
5 июня 2010 года Марио Суарес перешёл в свой бывший клуб — «Атлетико Мадрид». Сумма трансфера составила 1,8 млн евро; мадридцы воспользовались опцией обратного выкупа, действовавшей в течение 24 месяцев со времени перехода Суареса в «Мальорку». В сезоне 2010/11 Марио конкурировал за место в составе с бразильцем Паулу Асунсау. Он забил первый гол за «матрасников» 10 апреля 2011 года, поучаствовав в победе над «Сосьедадом» (3:0).
В сезоне 2011/12 Суарес стал одним из основных центральных полузащитников «Атлетико» наряду с Габи и Тиагу Мендешем. Марио сыграл 14 матчей в розыгрыше Лиги Европы-2011/12, включая оба полуфинала против «Валенсии» и финальный матч с «Атлетиком» из Бильбао, в котором Суарес и Габи успешно противостояли креативным полузащитникам басков. «Атлетико» победил со счётом 3:0, и Марио Суарес завоевал второй трофей с «матрасниками» (после Суперкубка УЕФА 2010 года).
Суарес вышел в стартовом составе на матч Суперкубка УЕФА-2012, где «Атлетико» разгромил «Челси» (4:1) благодаря хет-трику Фалькао и голу Миранды. Единственный гол в сезоне 2012/13 Марио забил в ворота «Райо Вальекано», когда «матрасники» одержали победу со счётом 4:3. В Кубке Испании Суарес играл на всех стадиях турнира; он провёл на поле 120 минут основного и дополнительного времени в финале против мадридского «Реала», закончившемся победой «Атлетико» (2:1). Этот успех позволил «Атлетико» не только получить кубок, но и выиграть в мадридском дерби впервые за 14 лет.
В начале сезона Суарес дважды сыграл в Суперкубке Испании против «Барселоны». Оба матча закончились вничью, но каталонцы добились общего успеха за счёт гола на выезде, забитого Неймаром. 24 сентября 2013 года Суарес повредил правое колено в матче Примеры с «Осасуной» и из-за последствий этой травмы пропустил три месяца (с начала ноября). Марио вернулся на поле 2 февраля 2014 года в матче с «Реал Сосьедадом» на «Висенте Кальдерон» (4:0).
«Атлетико», занявший в прошлом сезоне 3-е место, смог выиграть золотые медали чемпионата Испании впервые за 18 лет; чемпионство «матрасники» оформили в последнем туре, добившись ничьей в гостях у «Барселоны», своего основного конкурента. Кроме того, «Атлетико» добрался до финала Лиги чемпионов, уступив там «Реалу» несмотря на преимущество в счёте вплоть до последних минут основного времени. Суарес не принял участия в финальном матче, хотя и выходил в стартовом составе на оба полуфинальных поединка против «Челси».
10 августа 2014 года, во время предсезонной игры с «Вольфсбургом», Суарес получил травму головы в столкновении с одноклубником Кристианом Ансальди и был госпитализирован. Это не помешало ему выйти на поле в первом матче Суперкубка Испании против мадридского «Реала», который завершился ничьей 1:1. В ответной игре, проходившей на стадионе «Атлетико», «матрасники» победили «Реал» с минимальным счётом и обеспечили себе титул. Марио остался в числе неиспользованных замен.
17 марта следующего года Суарес забил свой первый гол в сезоне 2014/15, этот мяч стал единственным во второй встрече «Атлетико» и леверкузенского «Байера» на стадии 1/8 финала Лиги чемпионов. После финального свистка Марио реализовал один из послематчевых пенальти и помог мадридцам пройти в четвертьфинал. Там «Атлетико» снова встретился с «Реалом» и в очередном дерби уступил «сливочным» с общим счётом 0:1.

### «Фиорентина»
24 июля 2015 года Суарес перешёл в итальянскую «Фиорентину», откуда в «Атлетико» тем же летом перебрался защитник Стефан Савич. Марио сыграл за «Фиорентину» 13 матчей, забив единственный гол в ворота «Фрозиноне» в 11-туре чемпионата Италии.

### «Уотфорд»
30 января 2016 года Суарес подписал контракт с «Уотфордом» на 4,5 года. Марио пригласил главный тренер «шершней» Кике Флорес, который в 2009—2011 годах был наставником «Атлетико». Суарес дебютировал в Премьер-лиге 3 февраля, выйдя на замену в матче «Уотфорда» и «Челси» (0:0).

## Карьера в сборной
Марио Суарес выступал за все сборные Испании младших возрастов, с U16 по U21. Он принимал участие в чемпионатах мира среди молодёжных команд 2007 и 2009 годов, а до этого становился чемпионом Европы среди юношей (2006). В феврале 2013 года главный тренер «красной фурии» Висенте дель Боске вызвал Марио в основную сборную, чтобы заменить травмированного Хаби Алонсо, и 6 февраля Суарес дебютировал за сборную Испании в товарищеском матче с командой Уругвая (3:1 в пользу испанцев). В дальнейшем Суарес играл за сборную в отборочном матче чемпионата мира-2014 против сборной Финляндии (6 сентября 2013) и в товарищеской игре с Нидерландами (31 марта 2015 года).

## Достижения
«Атлетико Мадрид»
- Чемпион Испании: 2013/14
- Обладатель Кубка Испании: 2012/13
- Обладатель Суперкубка Испании: 2014
- Победитель Лиги Европы: 2011/12
- Обладатель Суперкубка УЕФА (2): 2010, 2012
- Финалист Лиги чемпионов: 2013/2014

Итого: 6 трофеев
Сборная Испании (до 19)
- Чемпион Европы: 2006

## Статистика выступлений
| Клуб              | Сезон            | Лига | Лига | Кубки | Кубки | Еврокубки | Еврокубки | Прочие | Прочие | Итого | Итого |
| Клуб              | Сезон            | Игры | Голы | Игры  | Голы  | Игры      | Голы      | Игры   | Голы   | Игры  | Голы  |
| ----------------- | ---------------- | ---- | ---- | ----- | ----- | --------- | --------- | ------ | ------ | ----- | ----- |
| Атлетико Мадрид   | 2005/06          | 4    | 0    | 2     | 0     | 0         | 0         | 0      | 0      | 6     | 0     |
| Атлетико Мадрид   | Итого            | 4    | 0    | 2     | 0     | 0         | 0         | 0      | 0      | 6     | 0     |
| → Реал Вальядолид | 2006/07          | 23   | 3    | 7     | 1     | 0         | 0         | 0      | 0      | 30    | 4     |
| → Реал Вальядолид | Итого            | 23   | 3    | 7     | 1     | 0         | 0         | 0      | 0      | 30    | 4     |
| → Сельта          | 2007/08          | 26   | 2    | 1     | 0     | 0         | 0         | 0      | 0      | 27    | 2     |
| → Сельта          | Итого            | 26   | 2    | 1     | 0     | 0         | 0         | 0      | 0      | 27    | 2     |
| Мальорка          | 2008/09          | 26   | 0    | 6     | 0     | 0         | 0         | 0      | 0      | 32    | 0     |
| Мальорка          | 2009/10          | 34   | 5    | 4     | 1     | 0         | 0         | 0      | 0      | 38    | 6     |
| Мальорка          | Итого            | 60   | 5    | 10    | 1     | 0         | 0         | 0      | 0      | 70    | 6     |
| Атлетико Мадрид   | 2010/11          | 27   | 2    | 4     | 0     | 4         | 0         | 0      | 0      | 35    | 2     |
| Атлетико Мадрид   | 2011/12          | 28   | 0    | 0     | 0     | 14        | 0         | 0      | 0      | 42    | 0     |
| Атлетико Мадрид   | 2012/13          | 29   | 1    | 8     | 0     | 5         | 0         | 1      | 0      | 43    | 1     |
| Атлетико Мадрид   | 2013/14          | 17   | 0    | 1     | 0     | 5         | 0         | 2      | 0      | 25    | 0     |
| Атлетико Мадрид   | 2014/15          | 20   | 1    | 6     | 0     | 8         | 1         | 1      | 0      | 35    | 2     |
| Атлетико Мадрид   | Итого            | 121  | 4    | 19    | 0     | 36        | 1         | 4      | 0      | 180   | 5     |
| Фиорентина        | 2015/16          | 9    | 1    | 0     | 0     | 4         | 0         | 0      | 0      | 13    | 1     |
| Фиорентина        | Итого            | 9    | 1    | 0     | 0     | 4         | 0         | 0      | 0      | 13    | 1     |
| Уотфорд           | 2015/16          | 15   | 0    | 2     | 0     | 0         | 0         | 0      | 0      | 17    | 0     |
| Уотфорд           | Итого            | 15   | 0    | 2     | 0     | 0         | 0         | 0      | 0      | 17    | 0     |
| → Валенсия        | 2016/17          | 21   | 3    | 3     | 0     | 0         | 0         | 0      | 0      | 24    | 3     |
| → Валенсия        | Итого            | 21   | 3    | 3     | 0     | 0         | 0         | 0      | 0      | 24    | 3     |
| Всего за карьеру  | Всего за карьеру | 279  | 18   | 44    | 2     | 40        | 1         | 4      | 0      | 367   | 21    |

(откорректировано по состоянию на 25 февраля 2017 года)

## Личная жизнь
Марио Суарес встречается с испанской моделью Маленой Костой. В июне 2016 года в Мадриде у них родилась дочь, которую назвали Матильдой.